# Lore Steubing
Lore Steubing (eigentl. Eleonore, * 1. Februar 1922 in Hamm/Westfalen; † 1. Januar 2012) war eine deutsche Botanikerin und Universitätsprofessorin. Hauptforschungsgebiete Lore Steubings waren Ökophysiologie der Pflanzen, Bodenökologie und Umweltschutz.

## Leben und Wirken
Lore Steubing studierte von 1940 bis 1944 Naturwissenschaften und besonders Botanik an der Universität Berlin bei Kurt Noack und 1944 bis 1945 an der Universität Greifswald bei Erich Leick (1882–1956). Sie wurde 1947 an der Universität Greifswald zum Dr. rer. nat. promoviert. Thema ihrer Dissertation: „Beiträge zur Ökologie der Hiddenseer Sandstrandpflanzen unter besonderer Berücksichtigung der Wurzelsysteme“.
Ab 1946 war sie Hilfsassistentin und von 1947 bis 1952 Assistentin an der Biologischen Forschungsanstalt der Universität Greifswald auf Hiddensee beim Genetiker Robert Bauch.
Sie habilitierte sich 1952 an der Pädagogischen Hochschule Potsdam. Ihre Habilitationsschrift trägt den Titel: „Beiträge zum Windschutzproblem. l. Der Tau und seine Beeinflussung durch Windschutzanlagen, 2. Experimentelle Untersuchungen über die Veränderung der Standortsfaktoren durch Windschutzanlagen“.
Ab 1952 war Lore Steubing Oberassistentin am Botanischen Institut der Universität Berlin bei Wolfgang Müller-Stoll (1909–1994), ab 1953 Dozentin, ab 1957 Professorin mit Lehrauftrag für Allgemeine Botanik und Geobotanik an der PH Potsdam, von 1954 bis 1957 zugleich Lehrbeauftragte für Pflanzenökologie, -soziologie und -geographie, von 1957 bis 1958 Mitarbeiterin der Agrarmeteorologischen Forschungsstelle des Deutschen Wetterdienstes in Gießen.
1958 wurde sie Assistentin am Botanischen Institut der Universität Gießen bei Dietrich von Denffer, im gleichen Jahr Dozentin, 1959 außerplanmäßige Professorin und war schließlich von 1969 bis 1988 ordentliche Professorin und Direktorin des neu gegründeten Instituts für Pflanzenökologie an der Universität Gießen. Im Jahre 1990 wurde sie Honorarprofessorin an der Pädagogischen Universität Ostchina in Shanghai/China. Ab 1994 war sie Honorarprofessorin und außerordentliche Professorin an der Universidad Austral de Chile in Valdivia/Chile. Im selben Jahr wurde ihr die Ehrendoktorwürde der Agrar-Universität Gödöllő/Ungarn verliehen. Sie war ehrenamtlich in der Kommission Reinhaltung der Luft tätig.
Lore Steubing starb an den Folgen eines Unfalls während einer Reise.
2021 wurde ihr zu Ehren ein institutionenübergreifender Biodiversitätsforschungsverbund unter dem Namen Lore-Steubing-Institut für Naturschutz und Biodiversität in Hessen (LSI) eingerichtet.

## Ehrungen
- 1990: Honorarprofessorin an der Pädagogischen Universität Ostchina in Shanghai/China
- 1994: Honorarprofessorin und außerordentliche Professorin an der Universidad Austral de Chile in Valdivia (Chile)
- 1994: Dr. h. c. der Agrar-Universität Gödöllö (Ungarn) für ihre Verdienste um die Umweltforschung.[4]

## Ausgewählte Schriften
- L. Steubing & K. Michael: Lehrbriefe für das Fernstudium der Oberstufenlehrer: Pflanzenphysiologisches Praktikum 1. Teil. – Pädagogische Hochschule Potsdam, VEB Deutscher Verlag der Wissenschaften 1956
- L. Steubing & C. Polter: Lehrbriefe für das Fernstudium der Oberstufenlehrer: Pflanzenphysiologisches Praktikum 2. Teil. – Pädagogische Hochschule Potsdam, VEB Deutscher Verlag der Wissenschaften 1957
- L. Steubing: Pflanzenökologisches Praktikum-Parey Verlag, Berlin 1965
- L. Steubing & Ch. Kunze: Pflanzenökologische Experimente zur Umweltverschmutzung. – Verlag Quelle & Meyer, Heidelberg 1980
- L. Steubing & H. O. Schwantes: Ökologische Botanik. – UTB 888, Verlag Quelle & Meyer, Heidelberg 1981, 1988, 1992
- L. Steubing & H. J. Jäger: Monitoring of air pollutants by plants. – Junk Publ. The Hague, Boston, London 1982
- L. Steubing & A. Fangmeier: Pflanzenökologisches Praktikum. – UTB, Ulmer Stuttgart 1992
- L. Steubing & K. Buchwald: Ökologische Grundlagen des Natur- und Umweltschutzes. – Fischer, Jena 1995
- L. Steubing, R. Godoy & M. Alberdi: Métodos de Ecología vegetal. – Editorial Universitaria, Santiago 2002
- Wilfrid Bach, H. W. Georgii & L. Steubing: Schadstoffbelastung und Schutz der Erdatmosphäre. – Economica Verlag München 1995